# Dal segno
У музици segno (итал. segno, читај: сењо, од латинског signum) значи знак. То је знак за обележавање почетка понављања, који музичару налаже да понови свирање почевши од знака. Знак се пише изнад линијског система.
У музици се употребљавају следећи знаци (тзв. сења)      или      или    .
Скраћеница или абревијатура D.S. (итал. dal segno, читај: дал сењо) се користи као навигациони маркер за понављање свирања нотног текста — од знака. 
Речено илуструје следећи пример: 

## Употребе сења у музици
Dal segno или D.S. може бити праћен следећим изразима:
1. al fine — до краја.
- Dal segno al Fine (D.S. al Fine) значи од знака до краја.

2. al coda — до коде
- Dal segno al Coda (D.S. al Coda) значи од знака до Коде.

3. da capo — од почетка
- Da capo al segno (D.C. al segno) значи од почетка до знака.